# Episodi di Shetland (quarta stagione)
La quarta stagione della serie televisiva Shetland è stata trasmessa nel Regno Unito per la prima volta dall'emittente BBC One dal 13 febbraio al 20 marzo 2018.
| nº | Titolo originale | Titolo italiano | Prima TV UK      | Prima TV Italia  |
| -- | ---------------- | --------------- | ---------------- | ---------------- |
| 1  | Episode 1        | Episodio 1      | 13 febbraio 2018 | 31 gennaio 2019  |
| 2  | Episode 2        | Episodio 2      | 20 febbraio 2018 | 31 gennaio 2019  |
| 3  | Episode 3        | Episodio 3      | 28 febbraio 2018 | 7 febbraio 2019  |
| 4  | Episode 4        | Episodio 4      | 6 marzo 2018     | 7 febbraio 2019  |
| 5  | Episode 5        | Episodio 5      | 13 marzo 2018    | 14 febbraio 2019 |
| 6  | Episode 6        | Episodio 6      | 20 marzo 2018    | 14 febbraio 2019 |